# Kamionka (powiat biłgorajski)
Kamionka – wieś w Polsce położona w województwie lubelskim, w powiecie biłgorajskim, w gminie Księżpol.
W latach 1975–1998 miejscowość administracyjnie należała do województwa zamojskiego.
Spis powszechny z roku 1921 wymienia Księżpolską Kamionkę – folwark, miejscowość posiadała 2 domy i 42 mieszkańców.